# 扎帕德尼亞 (丘胡伊夫區)
49°31′20″N 36°12′49″E / 49.52222°N 36.21361°E
扎帕德尼亞（烏克蘭語：Западня）是位於烏克蘭東部的村莊，由哈爾科夫州丘胡伊夫区的茲米伊夫市鎮負責管轄。該村，始建於1640年，面積0.71平方公里，海拔高度163米，2001年人口79，人口密度每平方公里110.6人。